# Бабалоч
Бабалоч (серб. Бабалоћ, Babaloć; алб. Baballoq) — село в общине Дечани в исторической области Метохия. С 2008 года находится под контролем частично признанной Республики Косово.

## Административная принадлежность
| Сербская позиция                                                                 | Албанская позиция                                            |
| -------------------------------------------------------------------------------- | ------------------------------------------------------------ |
| входит в общину Дечани Печского округа автономного края Косово и Метохия, Сербия | входит в общину Дечани Джяковицкого округа Республики Косово |

## Население
Согласно переписи населения 1981 года, в селе проживало 980 человек: 971 албанец, 8 черногорцев и 1 серб.
Согласно переписи населения 2011 года, в селе проживало 1598 человек: 786 мужчин и 812 женщин; 1450 албанцев, 120 «балканских египтян» (цыгане), 19 цыган, 6 ашкали (цыгане) и 2 лица неизвестной национальности.
| Численность населения | Численность населения | Численность населения | Численность населения | Численность населения | Численность населения | Численность населения |
| 1948                  | 1953                  | 1961                  | 1971                  | 1981                  | 1991                  | 2011                  |
| --------------------- | --------------------- | --------------------- | --------------------- | --------------------- | --------------------- | --------------------- |
| 509                   | 521                   | 559                   | 697                   | 980                   | 1257                  | 1598                  |

## Достопримечательности
На территории села находится доисторическое городище и заповедник Мая Ропс.